# Desa Jorok (administrativ by i Indonesien, lat -8,53, long 117,42)
Desa Jorok är en administrativ by i Indonesien.   Den ligger i provinsen Nusa Tenggara Barat, i den sydvästra delen av landet, 1 200 km öster om huvudstaden Jakarta.